# Vinicunca

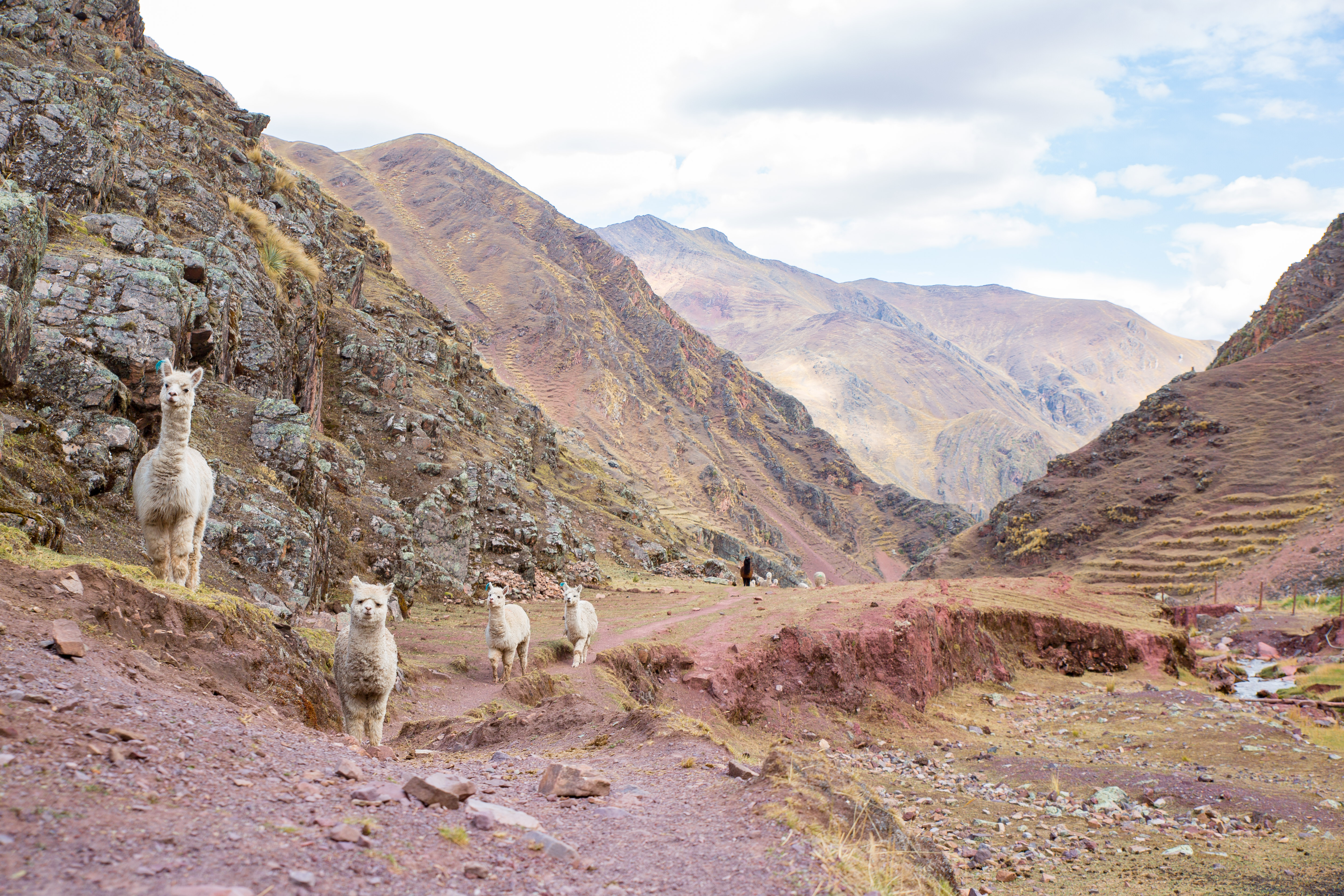
Alpaca’s nabij de Vinicunca

De Vinicunca (bijgenaamd Regenboogberg, Spaans: Montaña Arcoíris) is een veelkleurige berg in Peru met een hoogte van 5036 meter boven zeeniveau. De berg ligt in het hart van de Andes in de regio Cuzco, dicht bij de berg Ausangate. Aan de voet van de Vinicunca ligt de rivier Vilcanota. 

## Naamherkomst
Aanvankelijk werd deze berg in het Quecha Winikunka genoemd. Het woorddeel Wini verwijst naar het in deze regio veelvoorkomende zwarte gesteente. Kunka betekent ´hals´, wat is afgeleid van de smalle vorm van de berg.

## Geologie
De opvallende kleur van de Vinicunca is volledig natuurlijk en vindt zijn oorsprong in de afzetting van gesteenten gedurende miljoenen jaren. Dit veelkleurige uiterlijk wordt veroorzaakt door een mengsel van rood ijzeroxide, groen kopersulfaat en gele zwavel.

## Toerisme
Voorheen was de Vinicunca veelal met sneeuw bedekt, maar door het broeikaseffect is het oppervlak van de berg nu vaker zichtbaar. Tot en met 2016 was de Vinicunca nog geen bestemming voor massatoerisme; de berg was enkel bereikbaar na een zesdaagse wandeling. In 2016 begonnen reisorganisaties met het aanbieden van dagtrips vanuit Cuzco, die te voet of te paard kunnen worden afgelegd.